# بيتا تايلور
بيتا تايلور (18 أغسطس 1914 في المملكة المتحدة - 22 مارس 1989 في المملكة المتحدة) (بالإنجليزية: Peta Taylor)‏ هي لاعبة كريكت بريطانية وبريطانية (وحملت سابقاً جنسية المملكة المتحدة لبريطانيا العظمى وأيرلندا). شاركت مع منتخب إنجلترا للكريكت.

## وصلات خارجية
- بيتا تايلور على موقع إي آس بي آن كريك إنفو (الإنجليزية)